# Silicon Glen

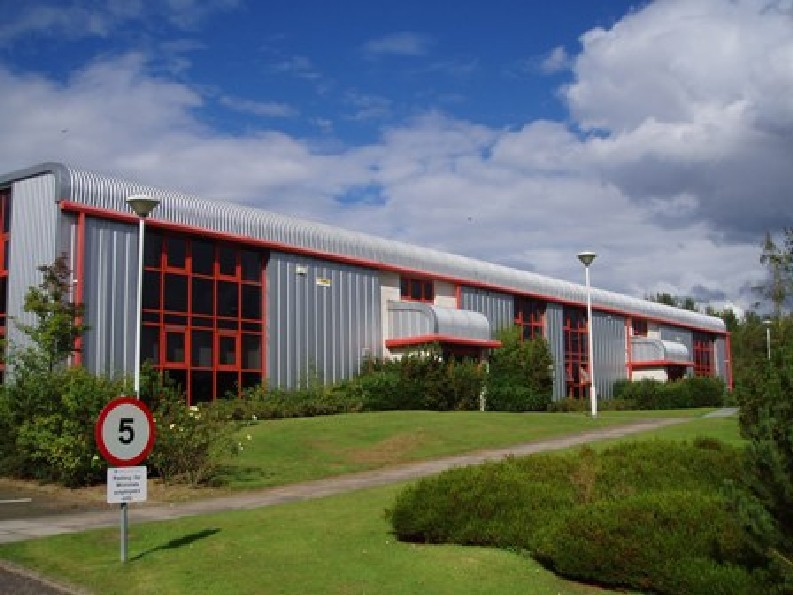
Lo stabilimento della Micronas, un'industria di semiconduttori, nella Silicon Glen, a Glenrothes.

Silicon Glen (letteralmente valle del silicio) è l'espressione coniata negli anni ottanta per indicare il settore dell'alta tecnologia in Scozia. Con il termine ci si riferisce alla zona centrale della Scozia, la Central Belt, cioè il triangolo industriale delimitato dalle città di Dundee, Inverclyde e Edimburgo, e all'insieme delle imprese elettroniche che operano al di fuori dell'area industriale. Tecnicamente, Silicon Glen non rappresenta esattamente una valle, ma un'area più estesa; probabilmente, si tratta di un parallelismo con la Silicon Valley statunitense.

## Storia
La Silicon Glen trae le sue origine dalla nascita di uno stabilimento della Ferranti, a Edimburgo, nel 1943. Altre compagnie (la NCR Corporation, Honeywell e Burroughs Corporation) installarono i propri stabilimenti alla fine degli anni quaranta. Anche la IBM, nel 1953, aprì uno stabilimento nella Silicon Glen, a Greenock.